# بوبي إيلي
بوبي إيلي (بالإنجليزية: Bobby Eli)‏ هو عازف قيثارة جاز وكاتب أغاني وعازف جاز ومنتج أسطوانات أمريكي، ولد في 2 مارس 1956.

## وصلات خارجية
- بوبي إيلي على موقع IMDb (الإنجليزية)
- بوبي إيلي على موقع ميوزك برينز (الإنجليزية)
- بوبي إيلي على موقع ميوزك برينز (الإنجليزية)
- بوبي إيلي على موقع ديسكوغز (الإنجليزية)